# Weiße Rose Hamburg

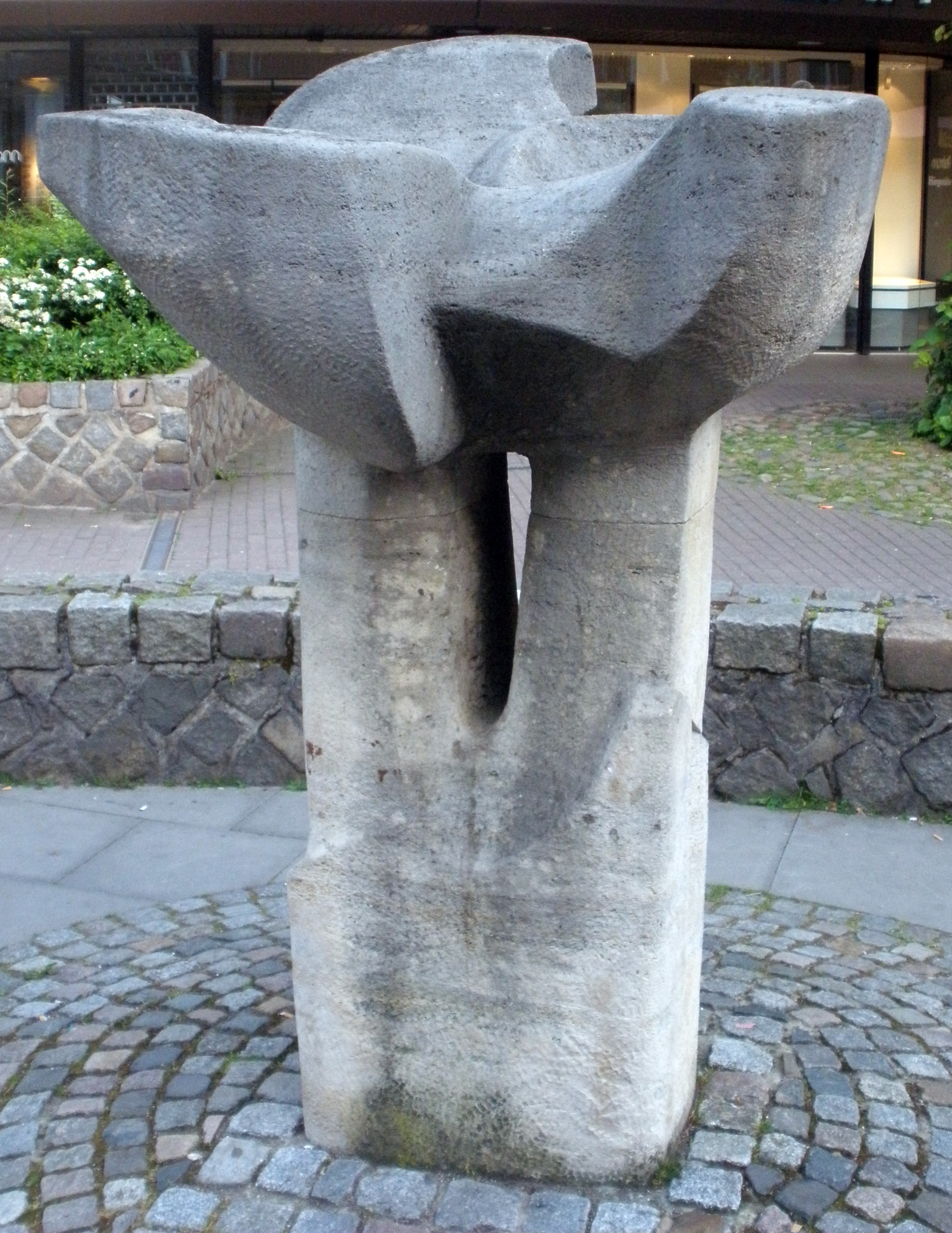
Denkmal Weiße Rose des Künstlers Franz Reckert aus dem Jahr 1978 in Hamburg-Volksdorf

Weiße Rose Hamburg ist die nach 1945 von der Forschung verwendete Bezeichnung für eine Widerstandsgruppe gegen den Nationalsozialismus in Hamburg. Die Beteiligten selbst haben sich nicht so genannt, zum größten Teil sahen sie sich auch nicht als Widerstandskämpfer. Unter dem Begriff werden mehrere Freundes- und Familienkreise zusammengefasst, die teilweise seit 1936 in Opposition zum Nationalsozialismus standen und ab 1942 in Anlehnung an die Aktionen der Weißen Rose in München und deren Fortsetzung gegen das NS-Regime und den Zweiten Weltkrieg agierten. Auch wenn viele der Mitglieder zur Elterngeneration gehörten, wird die Gruppe als Jugend- und Studentenopposition eingeordnet. Es gab vereinzelte persönliche Kontakte zu anderen Hamburger Widerstandsgruppen, ein Zusammenwirken kam nicht zustande. Zwischen 1943 und 1944 verhaftete die Gestapo mehr als 30 Personen aus diesem Umfeld und überstellte sie in Gefängnisse und Konzentrationslager. Acht Angehörige dieser Widerstandsgruppe wurden bis Kriegsende ermordet oder starben nach Misshandlungen.

## Überblick
Die Weiße Rose Hamburg bestand zum großen Teil aus Studenten und Intellektuellen, die aus einer humanistisch gebildeten Grundhaltung heraus das nationalsozialistische Regime ablehnten. Insbesondere 1943, nach der Hinrichtung von Hans und Sophie Scholl sowie Christoph Probst, übernahmen Angehörige der Weißen Rose Hamburg die Flugblätter der Münchner Gruppe, vervielfältigten sie und verbreiteten sie unter der Hand. Zentrale Persönlichkeiten waren die Medizinstudenten Margaretha Rothe und Albert Suhr, die Philosophiestudenten Heinz Kucharski, Reinhold Meyer und Karl Ludwig Schneider sowie die Buchhändlerin Hannelore Willbrandt. Besondere Rollen kamen der Medizinstudentin Traute Lafrenz und dem Chemiestudenten Hans Leipelt zu, die zunächst an der Universität Hamburg und später an der Universität München studierten, und von dort Informationen über den studentischen Widerstand in die Hamburger Gruppen einbrachten. Insgesamt handelte es sich um ungefähr 50 beteiligte Personen, zwischen denen ein Geflecht aus persönlichen und familiären Beziehungen in verschiedenen Generationen bestand. Es kannten einander jedoch nicht alle Beteiligten. Vom Sommer 1943 bis zum Januar 1944 wurden über dreißig der Gruppe zugerechnete Mitglieder verhaftet, neben den aktiven Widerständlern waren, vor allem in der älteren Generation, die Eltern und Freunde der jungen Menschen betroffen. Die Vorwürfe lauteten unter anderem Vorbereitung zum Hochverrat, Feindbegünstigung und Wehrkraftzersetzung.
Während der Haft in Gefängnissen oder Konzentrationslagern wurden acht von ihnen ermordet oder starben an Misshandlungen. Im Dezember 1943 kamen die Chemikerin Katharina Leipelt und Januar 1944 die Hausfrau Elisabeth Lange unter ungeklärten Umständen im Polizeigefängnis Fuhlsbüttel zu Tode, der Philologiestudent und Buchhändler Reinhold Meyer starb im November 1944 ebenfalls in Fuhlsbüttel, offiziell an den Folgen einer nicht behandelten Diphtherie. Der Chemiestudent Hans Leipelt wurde am 13. Oktober 1944 in München zum Tode verurteilt und am 29. Januar 1945 in München-Stadelheim hingerichtet. Die Medizinstudentin Margaretha Rothe starb am 15. April 1945 in einem Leipziger Krankenhaus an den Folgen einer TBC. Der Assistenzarzt Frederick Geussenhainer (manchmal auch Friedrich Geussenhainer genannt) verstarb im April oder Mai 1945 im KZ Mauthausen. Die Todesumstände sind nicht geklärt. Der Landgerichtsrat Kurt Ledien und die Hausfrau Margarete Mrosek wurden im April 1945 bei einem sogenannten Verbrechen der Endphase im KZ Neuengamme ohne Gerichtsurteil gehängt.
Ein Ermittlungsverfahren gegen die Gruppe führte im Januar 1945 zur Anklage von 24 Mitgliedern durch den Oberreichsanwalt beim Volksgerichtshof. Die Prozesse fanden zwischen dem 17. und 20. April 1945 vor dem in Hamburg tagenden Volksgerichtshof statt, allerdings konnten nur sechs der Angeklagten vorgeführt werden, die anderen waren bereits aus dem Landgerichtsgefängnis Stendal beziehungsweise dem Zuchthaus St. Georgen in Bayreuth von alliierten Truppen befreit worden.

## Begriff
Die Mitglieder der Hamburger Widerstandskreise nannten sich selbst nicht Weiße Rose oder Weiße Rose Hamburg, der Name wurde erstmals 1948 in einem Bericht der Vereinigung der Verfolgten des Naziregimes (VVN) über den Widerstand gegen den Nationalsozialismus in Hamburg verwendet. Die Historikerin Ursel Hochmuth übernahm in dem 1969 erschienenen Standardwerk Streiflichter aus dem Hamburger Widerstand 1933–1945 die Bezeichnung Weiße Rose Hamburg. Im Zusammenhang mit der Münchner Gruppe wurden die Hamburger teilweise als Hamburger Zweig der Weißen Rose (Weiße Rose Stiftung), Hamburger Ableger der Weißen Rose (Günther Weisenborn) oder Der letzte Zweig der Weißen Rose (Heinrich Hamm) bezeichnet. Ursel Hochmuth führt dazu aus, dass das Bild vom Ableger teilweise zutrifft, „wenn man davon ausgeht, daß die Scholl-Gruppe […] starke Impulse in die norddeutsche Gruppe ausstrahlte; es läßt dagegen unberücksichtigt, daß der Hamburger Kreis älteren Ursprungs war und auch sein ganz eigenes Gesicht hatte.“

## Freundes- und Familienkreise
Die Jahreswende 1942/1943 gilt als Datum des aktiven Zusammenschlusses einiger Personen zu der später so genannten Widerstandsgruppe der Weißen Rose in Hamburg, um nach dem Vorbild der Münchner Studenten aktiv zu werden und in Norddeutschland Informationen sowie Flugblätter gegen das NS-Regime und den Krieg zu verbreiten. Es handelte sich dabei nicht um eine homogene Gruppe: Vielmehr kamen Verbindungen zwischen verschiedenen (Widerstands-)Kreisen zustande, die aus persönlichen und familiären Verflechtungen bestanden, teilweise schon seit längerer Zeit unabhängig voneinander gegen die nationalsozialistische Herrschaft opponierten, sich in einigen Fällen personell überschnitten und deren Beteiligte sich oftmals untereinander nicht kannten.

### Lesekreis der Lichtwarkschüler

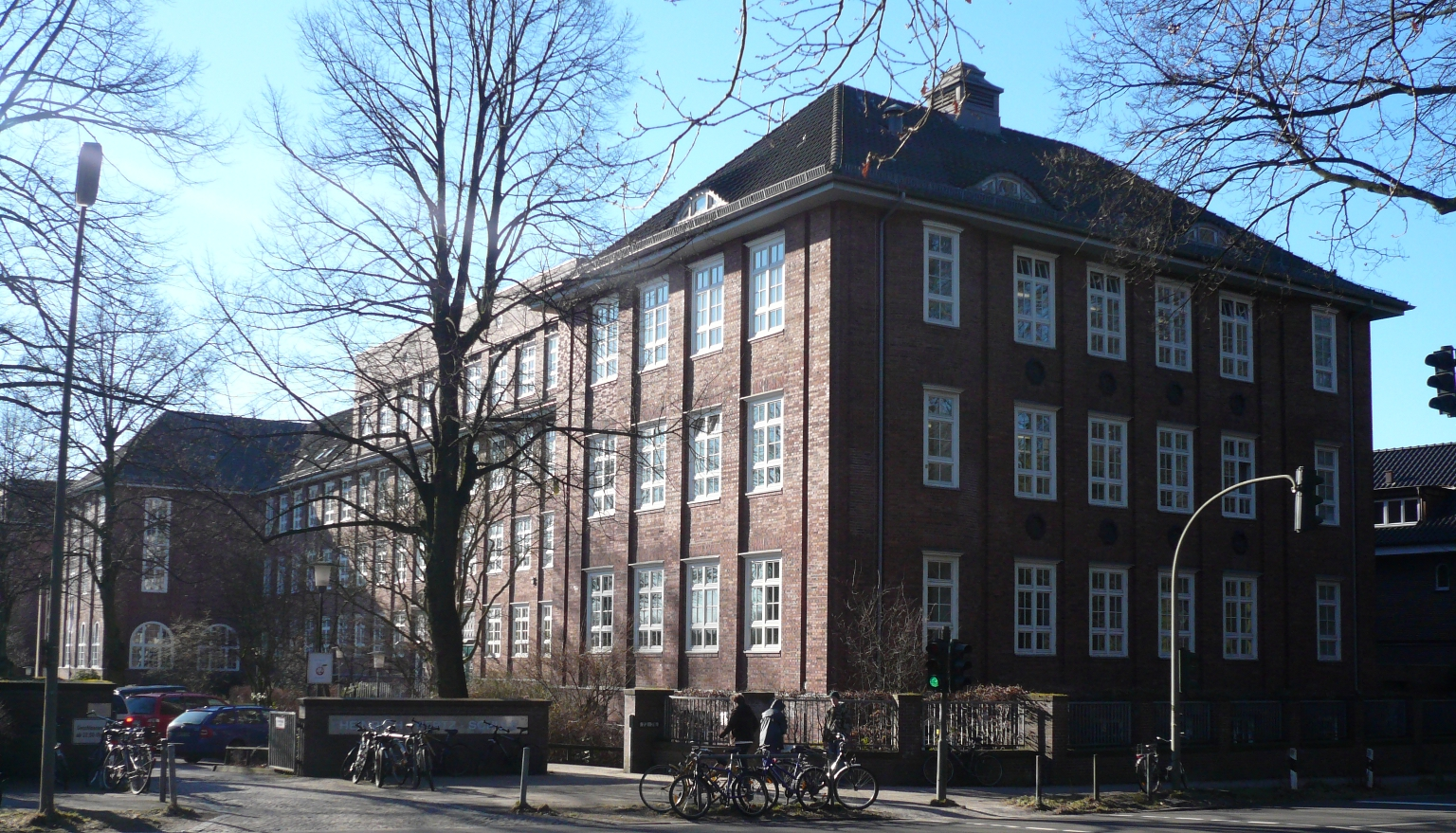
Ehemalige Lichtwarkschule in Winterhude, heute Heinrich-Hertz-Schule

Viele Mitglieder der Weißen Rose Hamburg waren ehemalige Schüler der 1914 nach den Grundsätzen der Reformpädagogik gegründeten Lichtwarkschule in Winterhude, die sich als Kulturschule verstanden hatte und großen Wert auf die Erziehung der Schüler zur selbstbestimmten und verantwortlichen Teilhabe am gesellschaftlichen Leben legte. Ab 1933 wurde diese den nationalsozialistischen Ideen konträr gegenüberstehende Institution „gleichgeschaltet“, der Schulleiter entlassen und die Schule 1937 endgültig aufgelöst. Auch in den letzten Jahren ihres Bestehens vermittelte die Lichtwarkschule ihren Schülern eine humanistische Grundbildung, zu ihnen gehörten:
- Margaretha Rothe, die die Lichtwarkschule vom November 1936 bis zu ihrer Schließung im März 1937 besuchte. Sie studierte ab 1939 Medizin und wurde zu einer zentralen Persönlichkeit in der Widerstandsgruppe.
- Traute Lafrenz war ebenfalls bis 1937 Schülerin dieser Schule, gemeinsam mit Margaretha Rothe nahm sie das Medizinstudium auf, 1941 wechselte sie nach München und wurde zum Bindeglied zwischen den Hamburger und den Münchener Kreisen.
- Heinz Kucharski gehörte dem gleichen Jahrgang an, er studierte ab 1939 Ethnologie und Orientalistik. Zwischen ihm und Margaretha Rothe entwickelte sich eine Liebesbeziehung, auch er übernahm eine zentrale Rolle in der Gruppe der Weißen Rose Hamburg.
- Lotte Canepa war Mitschülerin von Rothe, Lafrenz und Kucharski und an den Treffen und Diskussionen der Widerstandsgruppe beteiligt.
- Karl Ludwig Schneider besuchte die Lichtwarkschule ab 1935, ab dem Sommer 1940 studierte er Philosophie und wurde zu einem wichtigen Bindeglied zwischen den verschiedenen Widerstandskreisen.
- Howard Beinhoff war ein weiterer Lichtwarkschüler, der sich später der Widerstandsgruppe anschloss.

Die Studienrätin Erna Stahl war ab 1930 Lehrerin für Deutsch und Geschichte an der Lichtwarkschule. Sie begeisterte ihre Schüler für Literatur und Kunstgeschichte, vermittelte ein freiheitliches Denken insbesondere in kulturellen Fragen, und richtete Lese- und Musikkreise auch außerhalb der Schulzeiten ein. Im Frühjahr 1935 wurde Stahl strafversetzt, setzte jedoch über die Schulzeit hinaus die Gesprächsrunden mit ihren ehemaligen Schülern und deren interessierten Freunden fort. Nach dem Krieg berichteten die Beteiligten von dem prägenden Eindruck und dem „Geschenk für das Leben“, das Erna Stahl ihnen mit dieser Ausbildung gemacht hatte:

„Als Erna Stahl dann strafversetzt wurde, hat sie uns zu Leseabenden eingeladen. Geschichte und viele damals natürlich nicht mehr erlaubte Autoren und Künstler haben wir durch sie auf ganz besondere Weise kennengelernt. Einmal hat sie sogar eine Reise mit uns gemacht, um in Berlin eine Faust-Aufführung zu sehen. Aber das Schönste war, wenn sie mit uns in die Kunsthalle ging, Emil Nolde, Wassilij Kandinsky und Franz Marc. An Marc hat sie uns den Expressionismus erklärt.“

„Es war eher eine literarisch-philosophische Atmosphäre mit stark religiösem Einschlag und unorthodox anthroposophischem Hintergrund. Monatelang standen Texte der Bibel, die Gralssage, Dantes ‚Göttliche Komödie‘, Dichtungen der Romantiker, Rilkes oder Albrecht Schaeffers im Mittelpunkt. […] Sicher trugen aber die Leseabende zu einem Bewußtsein der Bedrohung aller humanistischen Kulturwerte durch die Nazis bei und förderten die Aufgeschlossenheit gegenüber all jenen Strömungen, die vom Hitlerregime unterdrückt und verfolgt wurden.“

Einige der 1936 um die 17 Jahre alten Schüler, insbesondere Heinz Kucharski, Margaretha Rothe und Traute Lafrenz, trafen sich über den Lesekreis hinaus, diskutierten theoretische sowie tagespolitische Fragen und versuchten, an nicht von den Nationalsozialisten zensierte Informationen zu gelangen. So hörten sie zum Beispiel Radio Moskau oder den Deutschen Freiheitssender. Nach dem Abitur und dem abzuleistenden Reichsarbeitsdienst nahmen sie 1938/1939 ihr Studium an der Universität Hamburg auf. Dort trafen sie auf weitere, dem NS-Regime ebenfalls oppositionell gegenüberstehende Studenten, mit denen sie sich anfreundeten und später ihre Gesprächskreise fortsetzten. Traute Lafrenz lernte bereits während des Reichsarbeitsdienstes beim Erntehilfsdienst in Ostpommern den Münchener Studenten Alexander Schmorell kennen. Sie traf Schmorell zunächst an der Hamburger Universität wieder, wo er im Sommersemester 1939 für das Medizinstudium eingeschrieben war, später in München. Über ihn lernte sie Hans Scholl kennen.

### Freundeskreis der Familie Leipelt
Der Diplom-Ingenieur Konrad Leipelt, die promovierte Chemikerin Katharina Leipelt und deren Kinder Hans und Maria Leipelt siedelten Mitte der 1920er Jahre von Wien nach Harburg-Rönneburg über, nachdem Konrad Leipelt die Stelle als Hüttendirektor der Zinnwerke Wilhelmsburg angenommen hatte. Durch die jüdische Herkunft Katharina Leipelts unterlag die Familie ab 1935 den Repressionen der Nürnberger Rassegesetze. Sie verließ die ländliche Gegend und zog 1936 in das Wilhelmsburger Reiherstiegviertel um. Mit dem „Anschluss Österreichs“ an das Deutsche Reich im März 1938 wurde der in Wien lebende jüdische Teil der Familie Opfer nationalsozialistischer Verfolgungsmaßnahmen. Katharina Leipelts Bruder nahm sich am 12. März 1938 das Leben, ihre Eltern flüchteten nach Brünn, wo auch der Vater starb. Konrad Leipelt reiste nach Österreich und holte seine Schwiegermutter Hermine Baron in das Haus der Familie nach Wilhelmsburg.
Hans Leipelt machte im Frühjahr 1938 sein Abitur. Nach seiner Teilnahme am Reichsarbeitsdienst wurde er zur Wehrmacht einberufen und war zunächst im Frontdienst in Polen und 1940 in Frankreich eingesetzt. Trotz mehrfacher Auszeichnungen wurde Hans Leipelt im August 1940 als „Halbjude“ aus der Wehrmacht entlassen. Durch die Vermittlung seines Vaters konnte er sich zunächst an der Universität Hamburg im Fachbereich Chemie immatrikulieren, obwohl auch hier die Zulassung für so genannte „Jüdische Mischlinge“ seit dem 5. Januar 1940 verboten war. Maria Leipelt besuchte bis 1940 die Elise-Averdieck-Hochschule, wurde dann als „Halbjüdin“ der Schule verwiesen. Sie kam anschließend an der Höheren Handelsschule unter.
Im Hause Leipelt in der Kirchenallee in Wilhelmsburg, heute Mannesallee, verkehrte ein generations- und religionsübergreifender Freundeskreis, der insbesondere Menschen umfasste, die aus persönlicher Betroffenheit in Opposition zum NS-Regime standen. Man traf sich sowohl zu Geselligkeiten wie zu politischen Gesprächen oder zum Informationsaustausch. Zu dem Kreis gehörten:
- Rosa Harter, eine langjährige Freundin von Katharina Leipelt aus Rönneburger Zeiten, ihre beiden Brüder waren als Widerstandskämpfer in Konzentrationslagern inhaftiert.
- Das Ehepaar Elisabeth Lange und Alexander Lange, auch diese Bekanntschaft bestand seit den 1920er Jahren.
- Hanna Marquardt war eine weitere Freundin des Hauses. Ihr Mann, Otto Marquardt, gehörte der KPD an und organisierte sich in der Bästlein-Jacob-Abshagen-Gruppe, 1944 wurde er verhaftet und im Zuchthaus Brandenburg hingerichtet.
- Heinz Marquardt war der Sohn von Hanna und Otto Marquardt, er war eng befreundet mit Hans Leipelt und wurde mit ihm zusammen 1939 zum Frontdienst eingezogen. Er fiel im September 1939 in Polen.
- Dorothea (Dorle) Zill war Musikstudentin und ebenfalls mit Hans Leipelt befreundet. Über diese Freundschaft kam der Kontakt zwischen den Eltern Emmy und Johannes Zill und den Eltern Leipelt zustande.
- Margarete Mrosek wiederum war eine Freundin der Familie Zill und wie Katharina Leipelt jüdischer Abstammung. Über die gemeinsamen Probleme kam es zu einer engeren Beziehung zwischen den beiden Frauen.
- Ilse Ledien war eine Freundin Maria Leipelts, sie lernten sich an der Höheren Handelsschule kennen und teilten das Schicksal als sogenannte „Halbjüdinnen“.
- Kurt Ledien, der Vater von Ilse Ledien, befreundete sich ebenfalls über den Kontakt zwischen den Kindern mit der Familie Leipelt, auch er lebte in sogenannter privilegierter Mischehe.
- Adolf Wriggers, Maler und als Mitglied der KPD mehrfach verhaftet, war ein weiterer Freund der Familie Leipelt.

Am 19. Juli 1942 wurde die Großmutter von Hans Leipelt, Hermine Baron, mit einem der ersten Transporte aus Hamburg in das Ghetto Theresienstadt deportiert. Sie starb dort am 22. Januar 1943. Konrad Leipelt erlitt im September 1942 überraschend einen tödlichen Herzinfarkt. Damit war die als jüdisch geltende Familie ihres letzten Schutzes beraubt.

„Hans hat die Folgen der Nürnberger Gesetze für seine Familie als persönliche Verletzung und Entwürdigung empfunden. Deshalb hasste er die Nationalsozialisten, das trieb ihn in den Widerstand.“

### Candidates of humanity
Auch um die Familie von Rudolf Degkwitz, Ordinarius für Kinderheilkunde an der Universität Hamburg und Chefarzt der Kinderklinik im Universitäts-Krankenhaus Eppendorf (UKE), bildete sich bereits vor dem Zweiten Weltkrieg ein Kreis, der in zunehmender Opposition gegenüber dem NS-Regime stand. Degkwitz lehnte öffentlich die Reglementierung der Wissenschaft und die Kulturfeindlichkeit der NS-Machthaber ab, engagierte sich gegen Antisemitismus und Judenverfolgung und wandte sich gegen die Kindereuthanasie. Seine Söhne Hermann, Richard und Rudolf jun. bestärkte er in ihrer Ablehnung des Nationalsozialismus, alle drei standen spätestens ab 1943 in Kontakt zur Weißen Rose. An der Universität unterstützte Rudolf Degkwitz die Haltung der widerständigen Studenten. Im UKE schützte er oppositionell eingestellte Ärzte, wie die Gruppe junger Assistenzärzte und Medizinstudenten aus verschiedenen Abteilungen, die sich ab 1941 als candidates of humanity zusammentaten. Den Namen gaben sie sich als Ausdruck des Protestes und in bewusster Abgrenzung zur Deutschtümelei. Man sprach Englisch, unter anderem, um sich vor Denunzianten zu schützen. Zu ihnen gehörten:
- Ursula de Boor, Assistenzärztin und Mitarbeiterin von Rudolf Degkwitz sen. an der Kinderklinik im UKE;
- Rudolf Degkwitz (junior), Medizinstudent, zugleich Gründer des Musenkabinetts;
- Eva von Dumreicher-Heiligtag, Assistenzärztin;
- John Gluck, Assistenzarzt in der Chirurgie;
- Heinz Lord, ebenfalls Assistenzarzt in der Chirurgie, er stand im Weiteren der Hamburger Swingjugend nahe;
- Frederick Geussenhainer, Medizinstudent, überzeugter Katholik und Anhänger des Bischofs von Galen, schloss sich 1942 dem Kreis an;
- Albert Suhr, Medizinstudent und eine zentrale Persönlichkeit in den verschiedenen Kreisen, die die Weiße Rose Hamburg bildeten.

Rudolf Degkwitz senior wurde am 22. September 1943 verhaftet und am 24. Februar 1944 von dem Volksgerichtshof in Berlin wegen Wehrkraftzersetzung zu sieben Jahren Zuchthaus verurteilt. Sein Verfahren wurde nicht in den Zusammenhang mit den Aktivitäten der verschiedenen Widerstandskreise der Weißen Rose in Hamburg gestellt. Das verhältnismäßig milde Urteil durch den berüchtigten Strafrichter Roland Freisler begründete dieser mit Degkwitz Verdiensten in der Forschung: „Nur weil er allein durch seine Masernprophylaxe 40 000 deutschen Kindern das Leben gerettet hat, […] wird er nicht mit dem Tod bestraft.“

### Musenkabinett
Im Juni 1940 gründeten die Studenten Hermann Degkwitz und Willi Renner das sogenannte Musenkabinett, einen generationsübergreifenden Gesprächskreis, der den Teilnehmern eine Zuflucht aus der amusischen Wirklichkeit des „Dritten Reichs“ bot. Der Gesprächskreis setzte sich aus Intellektuellen, Schauspielern, Schriftstellern, Künstlern und Studenten zusammen, die sich insbesondere über moderne Malerei, Musik und Literatur austauschten. Als Mentoren galten der Universitätsprofessor Albrecht Renner, der Baudirektor Jackstein, der Reformpädagoge Wilhelm Flitner und der Schriftsteller Egon Vietta. Zu den regelmäßigen Teilnehmern der jüngeren Generation zählten die Schauspielschüler Harald Benesch, Isot Kilian, Günther Mackenthum, Angelika Krogmann und Wolfgang Borchert sowie die Studenten Regine Renner, Jürgen Bierich und Andreas Flitner.
Der Kreis war eine öffentlich bekannte Gesprächsrunde, auch wenn auf manchen Treffen über verbotene Kunst, Musik oder Literatur debattiert wurde. Er gab sich einen offiziellen Anstrich durch die Organisation von Veranstaltungen in Streits Hotel am Jungfernstieg in Hamburg. Die Gründer planten zunächst, den Kreis als Verein eintragen zu lassen, doch wurde dieses Vorhaben verworfen, da man sich dann der Hitlerjugend (HJ) hätte anschließen müssen. Die Treffen fanden meist in Privathäusern statt; bevorzugte Orte waren die Häuser Degkwitz oder Flitner, aber auch das Haus der NSDAP nahestehenden Familie Reemtsma. Ein literarisches Treffen mit einer Lesung von Texten von Thomas Wolfe fand sogar bei dem nationalsozialistischen Hamburger Bürgermeister Vincent Krogmann am Harvestehuder Weg statt.
Innerhalb des Musenkabinettes entwickelte sich ein Flügel, der einen konkreten Widerstand gegen das NS-Regime anstrebte und der später der Gruppe der Weißen Rose Hamburg zugerechnet wurde. Dazu gehörten:
- Hermann Degkwitz, Kunststudent, Sohn von Rudolf Degkwitz senior und Gründer des Musenkabinetts;
- Willi Renner, Medizinstudent und Gründer des Musenkabinetts;
- Rudolf Degkwitz junior, Medizinstudent, der sich auch in der Gruppe der candidate of humanity engagierte, ebenfalls Sohn von Rudolf Degkwitz senior;
- Richard Degkwitz, ein weiterer Sohn von Rudolf Degkwitz, ebenfalls Medizinstudent und Mitglied der candidates of humanity;
- Apelles Sobeczko, Maler;
- Reinhold Meyer, Philosophiestudent und Buchhändler, der 1942 Juniorchef der Agentur des Rauhen Hauses wurde und eine zentrale Rolle innerhalb der Widerstandsgruppe einnahm;
- Albert Suhr war ein Freund Reinhold Meyers, mit dem er gemeinsam die Schule besucht und Abitur gemacht hatte. Als Medizinstudent war Suhr zudem bei den candidates of humanity engagiert;
- Hannelore Willbrandt, Buchhändlerin in der Buchhandlung Kloss, sie führte die Gruppen um Heinz Kucharski und Albert Suhr zusammen;
- Felix Jud, Eigentümer der Hamburger Bücherstube Felix Jud & Co. an den Colonnaden und erklärter Gegner des NS-Staates; seine Buchhandlung war ein beliebter Treffpunkt verschiedener Widerstandskreise, neben der Weißen Rose trafen sich dort auch insbesondere Mitglieder der Bästlein-Jacob-Abshagen-Gruppe.[17]

### Swingjugend
Einige der jüngeren Mitglieder, insbesondere der candidates of humanity wie Heinz Lord, kamen über ihre Vorliebe für Jazz in Kontakt mit der Hamburger Swingjugend. Diese verstand sich nicht als widerständig, die Jugendlichen waren weder organisiert noch standen sie in politischer Opposition zum Nationalsozialismus. Doch durch ihre Unangepasstheit, die sich vor allem in der Kleidung und im Auftreten darstellte, wurden sie von der Gestapo als politisch gefährlich eingestuft und waren ab 1941 zunehmend der Verfolgung ausgesetzt.

„Der Begriff des Widerspruchs scheint mit dem Verständnis der inneren Situation dienlicher als der Widerstand zu sein. Gewiß wurden Widerstandshandlungen geleistet; aber die kommen erst ganz zum Schluß. […] Ich darf für viele meiner Freunde aus jener Zeit […] sagen, daß wir einfach unseren Neigungen und Interessen nachgingen und Dinge dachten und taten, die das Selbstverständlichste von der Welt waren und […] aus denen sich nie und nimmer politische Affären entwickelt haben würden, wären wir nicht zufällig an der Elbe […] und hätten nicht an der Universität Hamburg, sondern in Oxford oder Cambridge studiert.“

Die Einbeziehung in den Widerstand der Weißen Rose einiger weniger dieser Jugendlichen entstand über die persönliche Verbindung zwischen Hans Leipelt und seinen ehemaligen Nachhilfeschüler Bruno Himpkamp, der den Swingboys angehörte, sowie dessen Freunde Thorsten Müller und Gerd Spitzbarth.

## Entwicklung des Widerstands
Die Motivation zum Widerstand gegen das NS-Regime entstand bei allen Beteiligten der Weißen Rose Hamburg weitgehend aus ihren kulturellen Interessen, die den herrschenden Reglementierungen entgegenstanden, sowie einer humanistischen Grundeinstellung. Einige Beteiligte, wie Katharina Leipelt, Kurt Ledien und Margarethe Mrosek, wurden wegen ihrer jüdischen Herkunft verfolgt. Frederick Geussenhainer, Reinhold Meyer und andere waren gläubige Christen. Margaretha Rothe, Heinz Kucharski und Hans Leipelt setzten sich mit sozialistischen Theorien auseinander. Sie trafen sich in verschiedenen Konstellationen und Zusammenhängen, um Informationen auszutauschen und zu diskutieren. Insbesondere die jüngere Generation suchte nach Möglichkeiten, den Faschismus aktiv zu bekämpfen.

### Vernetzung der einzelnen Kreise
Hans Leipelt und der ehemalige Lichtwarkschüler Karl Ludwig Schneider lernten sich im Juni 1940 während des Westfeldzuges in Frankreich kennen, als Schneider durch einen Granatsplitter leicht verletzt wurde und Leipelt ihm zu Hilfe kam. Zwischen den jungen Männern entstand eine enge Freundschaft, während der beide weiter ihre Gegnerschaft zum Nationalsozialismus entwickelten. Zurückgekehrt nach Hamburg – Leipelt war im August 1940 als „Halbjude“ aus der Wehrmacht entlassen worden, Schneider wurde vom Wehrdienst beurlaubt – nahmen sie ihr Studium auf, Leipelt im Fachbereich Chemie, Schneider in Philosophie.
An der Universität lernte Hans Leipelt im Verlauf des Jahres 1940 die ehemaligen Klassenkameraden Schneiders, Heinz Kucharski und Margaretha Rothe kennen. Es entwickelte sich ein Zirkel, in dem vor allem marxistische Schriften ausgetauscht und diskutiert sowie Nachrichten aus dem Ausland weitergegeben wurden. Neben ihren theoretischen Debatten, zum Beispiel um Thomas Manns Rede zur Aberkennung seiner Doktorwürde, deren Text ihnen Erna Stahl hatte zukommen lassen, wurden sie auch praktisch aktiv. So stellten sie mit den Typen eines Kinderdruckkastens Streuzettel und Stempelaufdrucke mit der Angabe von Sendezeiten und Wellenlängen sogenannter Feindsender her. Ab 1940 kam es zu regelmäßigen Kontakten mit den Schriftstellern Louis Satow und Theo Hambroer, beide Anhänger der freireligiösen Bewegung. Ein beliebter Treffpunkt in dieser Zeit war die Hamburger Bücherstube Felix Jud & Co. an den Colonnaden, dessen Inhaber Felix Jud „verbotene Bücher zu normalen Ladenpreisen an vertrauenswürdige Personen“ verkaufte.
Ab dem Sommer 1940 war Karl Ludwig Schneider zudem gern gesehener Gast bei den Leipelts, er lernte die Familie seines Freundes kennen und schätzen. Er hatte teil an den zahlreichen Problemen und Schicksalsschlägen, denen die Familie durch die nationalsozialistische Verfolgung ausgesetzt war. Diese Erfahrungen steigerten seine ablehnende Haltung gegenüber dem Regime, so dass er sich im Freundeskreis für einen verstärkten Widerstand einsetzte. Auch sein Schulfreund Howard Beinhoff verkehrte seit 1940 im Hause Leipelt, zudem schloss er Bekanntschaft mit der Musikstudentin Dorothea Zill, einer Freundin von Hans Leipelt. Zeitweise trafen sich die jungen Leute auch in der elterlichen Wohnung von Dorothea Zill im Stadtteil Eilbek in der Conventstraße 6.
Da sich die Studienbedingungen für Hans Leipelt in Hamburg weiterhin verschlechterten, wechselte er mit Beginn des Wintersemesters 1940/41 an die Universität München in das Institut von Professor Heinrich Wieland, der aufgrund seiner Position „Halbjuden“ das Studium ermöglichte. Auch in München fand Leipelt Freunde, die sich im Widerstand gegen das NS-Regime organisierten; so lernte er unter anderem Marie Luise Jahn kennen, mit der ihn bald eine Liebesbeziehung verband. Einen direkten Kontakt zu der Weißen Rose um die Geschwister Scholl hatte Hans Leipelt nicht.
Auch Traute Lafrenz wechselte 1941 an die Universität München, setzte dort ihr Medizinstudium fort und lernte über den ihr schon bekannten Alexander Schmorell Hans Scholl und dessen Familie kennen. Sie war in den folgenden zwei Jahren vor allem mit inhaltlichen Diskussionsbeiträgen an der Entwicklung der Weißen Rose beteiligt.
Im Sommer 1942 lernte die Buchhändlerin Hannelore Willbrandt in der Buchhandlung Conrad Kloss die Studenten Margaretha Rothe und Heinz Kucharski kennen. Nachdem sie im Februar 1943 auch den Medizinstudenten Albert Suhr – ebenfalls als Kunden – kennengelernt hatte, machte sie die drei miteinander bekannt. Suhr war wiederum seit seiner Schulzeit mit Reinhold Meyer befreundet, der in diesem Sommer in der Buchhandlung seines Vaters, der Agentur des Rauhen Hauses, die Position des Juniorchefs übernommen hatte. Diese drei nahmen seit 1940 an den Veranstaltungen des Musenkabinetts teil und suchten nach Wegen der aktiven Bekämpfung des Nationalsozialismus. Suhr war zudem Mitglied der candidates of humanity an der Eppendorfer Universitätsklinik und mit dem jungen Assistenzarzt Frederick Geussenhainer befreundet. So entwickelten sich über Albert Suhr vielfältige Kontakte einzelner Mitglieder der verschiedenen Gruppen.

„Sie haben ein Netz gesponnen. Und davor hatte die Gestapo am meisten Angst. Die hatten gar nicht so viel Angst vor Attentätern, die waren schnell gefangen und hingerichtet. Aber dieses Spinnennetz, das sie ausbreiteten, und der Aufstand der Gewissen – das war für die Gestapo eine besondere Gefahr.“

### „Und ihr Geist lebt trotzdem weiter“

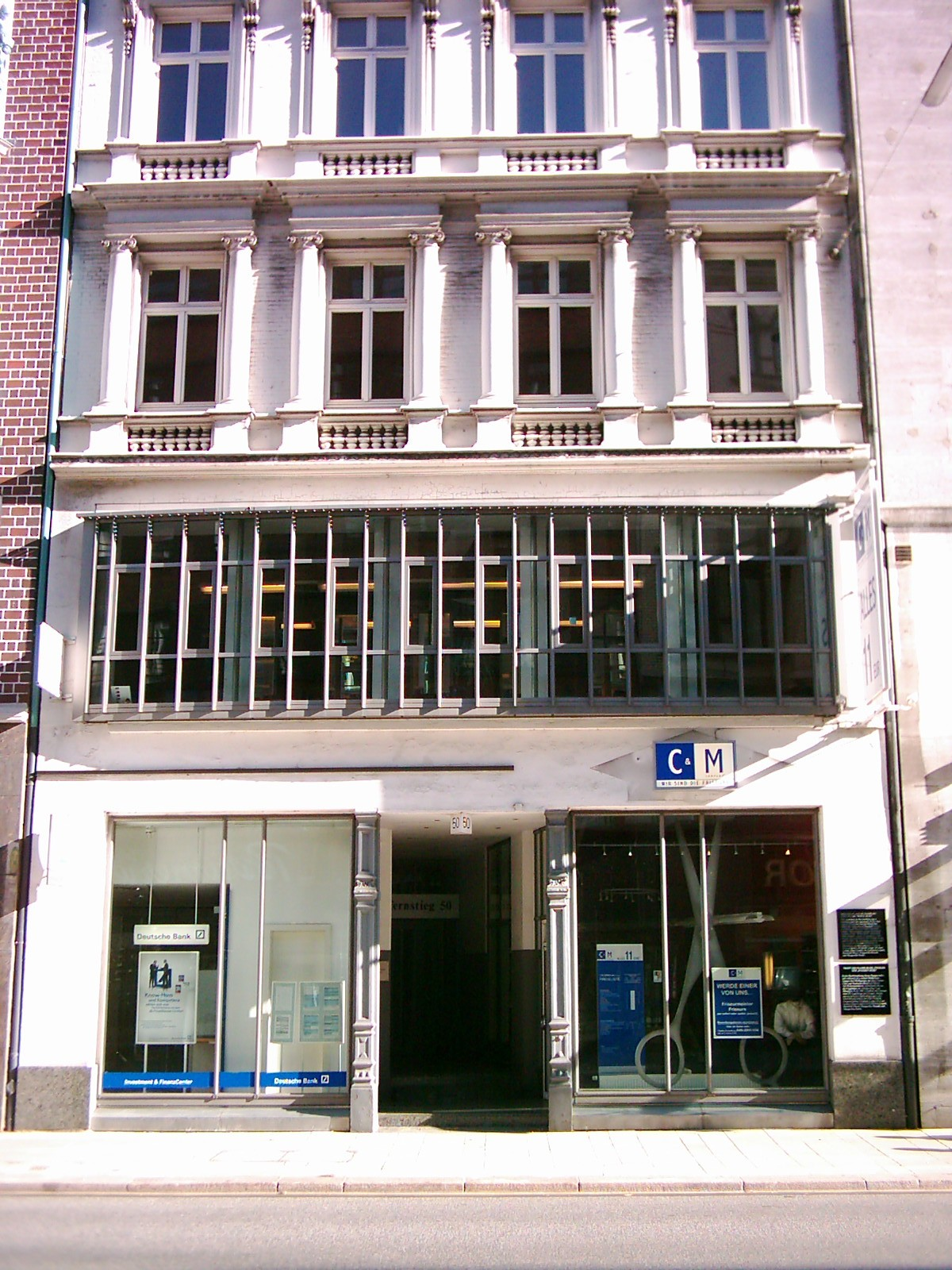
In diesem Haus am Jungfernstieg 50 befand sich die Agentur des Rauhen Hauses, zentraler Treffpunkt der Weißen Rose Hamburg im Jahr 1943

Im Herbst 1942 brachte Traute Lafrenz ihren Freunden nach Hamburg das dritte Flugblatt der Weißen Rose aus München. Der Aufruf zum passiven Widerstand wurde diskutiert und fand weitgehend Anklang. Insbesondere Margaretha Rothe, Heinz Kucharski, Hannelore Willbrandt, Albert Suhr und Reinhold Meyer kamen überein, sich fortan regelmäßig zu treffen und nach Möglichkeiten zu suchen, gegen das NS-Regime Widerstand zu leisten. Sie schrieben das Flugblatt mehrfach ab, ergänzten es mit dem Gedicht Erich Kästners Ihr und die Dummheit zieht in Viererreihen und gaben es an Freunde und Bekannte weiter. Weitere Treffen fanden im Hause Leipelt statt, besonders erwähnt wird die dortige Silvesterfeier 1942/1943, während der satirische Vorträge und polemische Aufführungen improvisiert wurden.
Nach der Verhaftung und Hinrichtung von Hans Scholl, Sophie Scholl und Christoph Probst im Februar 1943 sowie weiteren Festnahmen wurde auch Traute Lafrenz im März 1943 verhaftet und im zweiten Prozess gegen die Weiße Rose in München zu einem Jahr Haft verurteilt. Hans Leipelt und Marie Luise Jahn verstärkten daraufhin ihre Widerstandsaktivitäten. Im April 1943 brachten sie zu einem längeren Aufenthalt in Hamburg sowohl Informationen über die Ereignisse in München wie auch das sechste und letzte Flugblatt der Weißen Rose mit. Dieses Flugblatt wurde mit der Überschrift „Und ihr Geist lebt trotzdem weiter“ versehen und zunächst von Hans Leipelt, Marie Luise Jahn, Karl Ludwig Schneider, Dorothea Zill sowie Maria Leipelt vervielfältigt und weitergereicht. Auch Albert Suhr und Hannelore Willbrandt beteiligten sich an der Vervielfältigung und Weiterverbreitung des Flugblatts. Zudem stellten sie Flugschriften mit dem Aufruf von Thomas Mann Nachruf auf einen Henker Deutsche Hörer! und Gedichten von Bertolt Brecht (u. a. Der Witwenschleier) her. Schließlich verfasste Hans Leipelt ein eigenes Flugblatt im satirischen Stil, das mit Fragebogen im IV. Reich überschrieben war. Hans Leipelt und Marie Luise Jahn engagierten sich darüber hinaus mit einer Geldsammlung für die in finanzielle Not geratene Witwe des in München hingerichteten Professors Kurt Huber.
Die Kreise intensivierten ihre Aktivitäten und die Kellerräume der Agentur zum Rauhen Haus am Jungfernstieg wurden zum festen Treffpunkt. Doch auch andere Räumlichkeiten, wie zum Beispiel das ebenfalls am Jungfernstieg gelegene Atelier des Malers Adolf Wriggers, nutzten die Mitglieder der Widerstandsbewegung für Zusammenkünfte und Feiern. Themen waren der Widerstand der Scholl-Gruppe, das Bild eines idealen Staates, Probleme des Marxismus, der Philosophie, Kunst und Literatur. Im Sommersemester 1943 hielt Professor Flitner an der Universität Hamburg ein Anthropologisches Colloquium ab, in dem kaum verdeckt Kritik am NS-Staat geübt wurde. Das Oberseminar besuchten unter anderem Reinhold Meyer, Heinz Kucharski, Karl Ludwig Schneider, Margaretha Rothe und Albert Suhr.

### Inhaltliche Diskussionen und Ziele
Da keine eigenen schriftlichen Zeugnisse überliefert sind, ist die konkrete politische Zielsetzung der Weißen Rose Hamburg schwer fassbar. Die Forschung bezieht sich daher sowohl auf Berichte von Beteiligten nach 1945 als auch auf die Aufzeichnungen der nationalsozialistischen Justiz in den Ermittlungsakten und Anklageschriften. Diskussionsgrundlagen innerhalb der Gruppen waren u. a. Thomas Manns Rede zur Aberkennung seiner Doktorwürde und verbotene, nach Deutschland illegal eingeschleuste Bücher wie Ernest Hemingways: Wem die Stunde schlägt, Hermann Rauschnings: Revolution des Nihilismus und Magnus Hirschfelds: Sittengeschichte des Weltkrieges.
Gemeinsam war allen Beteiligten eine humanistische Grundhaltung und die Ablehnung des NS-Regimes sowie des Kriegs, die meisten hielten eine militärische Niederlage für notwendig, um politische Änderungen herbeizuführen. Sie traten vor allem für die Freiheit der Meinung, der Presse, von Forschung und Lehre, der Kunst und der Kultur ein und waren gegen die Militarisierung, den Antikommunismus und den Antisemitismus und die „Herrenvolk-Ideologie“.

„Nicht der Internationalismus, sondern der falsch verstandene Nationalismus läuft auf Einförmigkeit der Kultur hinaus. Achtung vor dem Nationalen, vor der Individualität der Völker, jedoch nicht nur im Falle eines Volkes, sondern aller Völker, ist Achtung vor der Menschheit.“

Hermann Degkwitz berichtete von der Position im Musenkabinett, dass deutsche Antifaschisten keine neue Dolchstoßlegende schaffen und darum nicht selbst zum Sturz des Hitler-Regimes beitragen dürften, die bedingungslose Kapitulation sei der einzige Ausweg. Kucharski, Leipelt und insbesondere die Jüngeren vertraten hingegen die Ansicht, dass die Deutschen selbst alles zur schnellen Beendigung des Krieges und der NS-Gräuel unternehmen müssten. Die Flugblätter aus München fanden breite Zustimmung, riefen aber auch ausgiebige Diskussionen hervor. Alle waren von der Moral und den Handlungen der Weißen Rose beeindruckt, doch gab es Meinungsverschiedenheiten über die praktischen Konsequenzen, von der Herausgabe von Flugblättern bis zu Sabotageaktionen.
Als Ziel nach der Zerschlagung des NS-Regimes sah die Mehrheit eine Rückkehr zur parlamentarischen Demokratie. Kucharski, Leipelt und Rothe, von denen bekannt ist, dass sie mit dem Kommunismus sympathisierten und Werke von Lenin und Marx aus der Buchhandlung Felix Jud erstanden, setzten sich für eine sozialistische Volksrepublik ein.

### Radikalisierung
Im April/Mai 1943 kam über die Verbreitung von Flugblättern hinaus die Idee auf, aktiven Widerstand zu leisten. Bei einem Treffen zwischen Hans Leipelt und Bruno Himpkamp berichtete Letzterer von den Ideen der Swingboys, eine aufsehenerregende Protestaktion durchzuführen. So überlegte man, einen Demonstrationsmarsch über den Jungfernstieg zu veranstalten oder gar die Hamburger Gestapo-Zentrale im Stadthaus zu sprengen. Auch Kucharski, Rothe und Leipelt führten Diskussionen über Widerstandsaktivitäten. So wurde die Lahmlegung einer kriegswichtigen Anlage erörtert, wie zum Beispiel die Zerstörung der Lombardsbrücke und der benachbarten Bahnverbindung, die den militärischen Nachschub erheblich beeinträchtigt hätte. Die Überlegungen sollen so weit gegangen sein, dass Hans Leipelt vorschlug, über einen Münchner Chemiestudenten Nitroglyzerin zu besorgen. Reinhold Meyer lehnte dieses Vorhaben aufgrund seines Glaubens ab, da er die Anwendung revolutionärer Gewalt nicht mit seinem christlichen Glauben vereinbaren konnte. Karl Ludwig Schneider war eher aus pragmatischen Gründen gegen das „Unternehmen Lombardsbrückensprengung“. Schneider ging davon aus, dass ein aktiver Widerstand gegen das nationalsozialistische Regime nur in Kooperation mit antifaschistischen Offizieren Erfolg haben konnte; zudem stünde der mögliche Effekt in keinem Verhältnis zur Gefahr für die Ausführenden. Die Idee kam deshalb über die Planung nicht hinaus.

„Es ist anzunehmen, daß seine Größe und Konsequenz die Möglichkeiten dieser jugendlichen Hitlergegner überstieg. […] Sicher ist diese Idee nicht ohne Einfluß der Geschwister Scholl entstanden, die in ihren Flugblättern zum kompromißlosen Widerstand aufgerufen und aufgefordert hatten, den reibungslosen Ablauf der faschistischen Kriegsmaschinerie zu verhindern und dabei vor keinem Weg und keiner Tat zurückzuschrecken‚‘.“

## Gestapo-Spitzel Maurice Sachs
Im Sommer 1943 nahm der in Hamburg lebende französische Schriftsteller Maurice Sachs, geboren unter dem Namen Maurice Ettinghausen, Kontakt mit der Gruppe in der Agentur des Rauhen Hauses auf. Sachs war ehemaliger Sekretär von André Gide und ein Freund Jean Cocteaus. Er galt als Randerscheinung des literarischen, künstlerischen und gesellschaftlichen Pariser Lebens der 1930er Jahre. Nach der Besetzung Frankreichs meldete er sich freiwillig als „Fremdarbeiter“ nach Deutschland, arbeitete bis April 1943 als Kranführer auf der Deutschen Werft und wurde dann als Agent „G 117“ für eine Entlohnung von 80 Reichsmark wöchentlich von der Hamburger Gestapo in Dienst genommen. Er stellte sich den jungen Menschen als Zwangsarbeiter, Jude und Schriftsteller vor und konnte so ihr Vertrauen gewinnen, da sie ihm einerseits behilflich sein wollten und andererseits hofften, über ihn in Kontakt zur französischen Résistance zu gelangen.
Auch nach der Verhaftung der Mitglieder der Weißen Rose war Sachs weiterhin als Spitzel tätig. Er wurde am 16. November 1943 in das Polizeigefängnis Fuhlsbüttel eingeliefert und dort mit mehreren Gefangenen zusammengebracht. Da ihnen seine Spitzeltätigkeit nicht bekannt war, gingen sie davon aus, dass er wie sie inhaftiert war. So gelangten Informationen aus Gesprächen zwischen ihm und Heinz Kucharski und Albert Suhr, mit dem er sich sechs Wochen in einer Zelle befand, an die Gestapo und in die Gerichtsakten. Bei John Gluck handelte er als Agent Provocateur, indem er ihn angeblich bei einem Fluchtversuch aus dem KZ Fuhlsbüttel unterstützte und zugleich an die Gestapo verriet. Nach der Evakuierung von Fuhlsbüttel wurde Maurice Sachs während des sogenannten Todesmarsches nach Hassee erschossen.

## Zerschlagung der Widerstandsgruppe
Im Mai und Juli 1943 setzten in Hamburg die ersten Verhaftungswellen gegen die Widerstandsgruppen der Weißen Rose ein, bis Januar 1944 wurden von den etwa fünfzig Mitgliedern über dreißig festgenommen.

### Festnahmen
Bereits seit 1942 kam es zu wiederholten Massenverhaftungen von Swingboys, die durch ihre Unangepasstheit zunehmend staatlichen Repressionen ausgesetzt waren. In diesem Zusammenhang wurden im Mai 1943 auch Bruno Himpkamp, Gert Spitzbarth und Thorsten Müller verhaftet und zunächst in Schutzhaft genommen. Ihre Zugehörigkeit zur Widerstandsgruppe um die Weiße Rose wurde im Verlauf des Ermittlungsverfahrens festgestellt.
Ab Sommer 1943 wurde die Organisation der candidates of humanity am Universitätskrankenhaus Eppendorf zerschlagen. Auch in diese Gruppe war mit der Gestapo-Agentin Yvonne Glass-Dufour ein Spitzel eingeschleust worden. Sie trat als „Widerstandskämpferin pazifistischer Gesinnung“ auf und hatte sich ab dem Frühjahr 1943 bei den jungen Medizinern Vertrauen erworben. Im Juli 1943 wurden Frederick Geussenhainer, John Gluck und Heinz Lord inhaftiert; Albert Suhr wurde am 13. September 1943 verhaftet.
Hans Leipelts Festnahme erfolgte am 8. Oktober 1943 in München, wenige Tage später kamen auch Marie Luise Jahn und weitere Studenten sowie Bekannte aus ihrem süddeutschen Umfeld in Haft. Der Fall wurde als Anschlusssache im Hochverratsverfahren gegen Scholl, Huber und andere dem Volksgerichtshof übergeben. Die Ermittlungsbehörden stellten die Verbindung von Hans Leipelt nach Hamburg fest. Nach einem Amtshilfeersuchen der Münchner Gestapo-Leitstelle folgten Verhaftungen von Mitgliedern der Hamburger Widerstandsgruppe. Am 9. November 1943 wurden Heinz Kucharski, Margaretha Rothe und Maria Leipelt, die Schwester Hans Leipelts, festgenommen. Karl Ludwig Schneider hatte sich ab dem 1. Oktober 1943 an der Universität Freiburg eingeschrieben, wurde am 12. November 1943 dort verhaftet und am 20. November 1943 nach Hamburg überführt.
Im Dezember 1943 erfolgte eine Verhaftungswelle gegen Familienangehörige und Nahestehende, so kamen am 3. Dezember 1943 Hildegard Heinrichs, die Mutter Heinz Kucharskis, am 4. Dezember die ehemalige Lehrerin von Erna Stahl sowie der mit Kucharski befreundete Wilhelm Stoldt und am 7. Dezember Katharina Leipelt, die Mutter Hans Leipelts, in Haft. In den folgenden Dezembertagen wurde auch der weitere Freundeskreis der Familie Leipelt inhaftiert: Rosa Harter, Alexander Lange, Elisabeth Lange, Margarete Mrosek, Emmy und Johannes Zill und Ilse Ledien.
Ihr Vater, Kurt Ledien, hatte sich im September 1943 aufgrund antijüdischer Verordnungen zu einem Zwangsarbeitseinsatz beim Bunkerbau in Berlin einfinden müssen; er wurde dort Ende November festgenommen, zunächst in der Polizeistation des Jüdischen Krankenhauses in Berlin untergebracht und am 29. Februar 1944 nach Fuhlsbüttel verlegt.
Am 18. Dezember 1943 spürte die Gestapo Rudolf Degkwitz junior, Felix Jud und Hannelore Willbrandt, am 19. Dezember Reinhold Meyer und am 20. Dezember Ursula de Boor, auf. Als Letzte dieser Gruppe wurde Dorothea Zill am 8. Januar 1944 festgenommen.
Traute Lafrenz war bereits am 15. März 1943 in München verhaftet und im Prozess Schmorell, Huber, Graf u. a. zu einem Jahr Haft verurteilt worden. Durch ihre Verbindung zu der Hamburger Gruppe erfolgte kurz nach ihrer Entlassung am 14. März 1944 die erneute Festnahme Ende März 1944 in München. Auch sie wurde nach Hamburg in das Polizeigefängnis Fuhlsbüttel überführt.
Rosa Harter und Alexander Lange wurden Ende 1944 aus der Haft entlassen. Kurzzeitig in Haft waren auch die Assistenzärztin Eva Heiligtag von Oktober bis Dezember 1943 und Bertha Schmitz, die Großmutter Heinz Kucharskis, im Dezember 1943.

### Tod in der Haft
Die Verhafteten waren zunächst im Polizeigefängnis Fuhlsbüttel inhaftiert, wegen dessen Überbelegung zwischen Dezember 1943 und Januar 1944 teilweise auch in der Jugendarrestanstalt in Hamburg-Bergedorf. Die polizeilichen Voruntersuchungen führten der Kriminalsekretär Hans Reinhard und der Kriminalrat Paul Stawitzki. Überlebende berichteten übereinstimmend, dass sie nicht nur einem enormen psychischen Druck ausgesetzt waren, sondern „eine Reihe der Verhafteten, besonders die jüngeren Männer, auch geschlagen, ausgepeitscht und auf andere Weise mißhandelt wurden.“
Kaethe Leipelt starb am 9. Dezember 1943, zwei Tage nach ihrer Verhaftung, im Polizeigefängnis Fuhlsbüttel. Ältere Quellen besagen, sie habe sich in der Nacht vom 8. zum 9. Januar 1944 in ihrer Zelle erhängt, um dem angekündigten Transport in das KZ Auschwitz zu entgehen. Elisabeth Lange wurde am 29. Januar 1944 tot in ihrer Zelle aufgefunden, auch sie soll Suizid verübt haben.
Am 6. Juni 1944 wurde eine Reihe von Gefangenen wegen der Überfüllung des Polizeigefängnisses und anstehender Umbauarbeiten als Polizeihäftlinge in das KZ Neuengamme überstellt. Darunter befanden sich Reinhold Meyer, Felix Jud, Karl Ludwig Schneider, Wilhelm Stoldt, Albert Suhr, Bruno Himpkamp, Frederick Geussenhainer, John Gluck und Heinz Lord. Am 16. Oktober 1944 erfolgte die Rückführung nach Fuhlsbüttel, doch Geussenhainer, Gluck und Lord verblieben als Schutzhäftlinge in Neuengamme. Zehn Tage später wurden Jud, Schneider, Stoldt, Suhr und Himpkamp in das Untersuchungsgefängnis gebracht, da sie nach dem Abschluss der Ermittlungen der Reichsjustiz übergeben werden sollten. Nur Reinhold Meyer blieb aus dieser Gruppe im Polizeigefängnis zurück, gegen ihn war keine Anklage erhoben worden und er machte sich Hoffnungen auf seine baldige Entlassung. Doch am 12. November 1944 starb er in Fuhlsbüttel, als Todesursache wurde Diphtherie angegeben. Die Familie Meyers bezweifelte die Darstellung, Mitgefangene berichteten, Reinhold Meyer sei nach einem Verhör in seiner Zelle gestorben.

### Verfahren, Anklagen und Prozesse
Gegen 24 Mitglieder der Gruppe wurde nach der Voruntersuchung, die im Sommer 1944 im Wesentlichen abgeschlossen war, das Verfahren eröffnet. Am 6. November 1944 erfolgte die Abgabe der Akten an den Oberreichsanwalt beim Volksgerichtshof, der im Januar 1945 Anklage wegen Vorbereitung zum Hochverrat und weiterer Vergehen erhob. Als Haupttäter waren Heinz Kucharski, Karl Ludwig Schneider, Gerd Spitzbarth, Bruno Himpkamp, Margaretha Rothe und die Studienrätin Erna Stahl angeklagt. Weitere Angeklagte waren Albert Suhr, Hannelore Willbrandt und Traute Lafrenz, Rudolf Degkwitz und Ursula de Boor von den candidates of humanity, der Buchhändler Felix Jud, der Glaser Wilhelm Stoldt, Maria Leipelt und ihre Freundin Ilse Ledien, Dorothea Zill und deren Eltern Johannes und Emmy Zill, Hildegard Heinrichs, die Mutter, und Bertha Schmitz, die Großmutter von Heinz Kucharski. Die 78-jährige Bertha Schmitz befand sich nicht in Haft, ebenso waren die weiteren Mitangeklagten Riko Graepel, ein Freund von Hans Leipelt, Wolrad Metterhausen und Alexander Lange nach ihrer Verhaftung wieder entlassen worden. Die 24. Person auf der Anklageschrift war Elisabeth Lange, die Ehefrau von Alexander Lange, die bereits im Januar 1944 im Polizeigefängnis Fuhlsbüttel zu Tode gekommen war. Thorsten Müller von den Swingboys wurde später nachträglich in die Anklage aufgenommen.
Die Häftlinge, die vor Gericht gestellt werden sollten, wurden der Justiz übergeben und am 26. Oktober 1944 zunächst in das Untersuchungsgefängnis Holstenglacis gebracht. Im November 1944 wurden sechs der angeklagten Männer in das Landgerichtsgefängnis Stendal und neun der Frauen in das Gefängnis Cottbus überstellt. Ab Februar 1945, nachdem die Rote Armee die deutsche Grenze überschritten hatte, wurden aus Cottbus 340 Gefangene in das Frauengefängnis Leipzig-Meusdorf transportiert. Die Bedingungen des Transports wurden als unmenschlich bezeichnet, da die Gefangenen bei großer Kälte unzureichend verpflegt und bekleidet waren. Margaretha Rothe, die in Cottbus leicht erkrankt war, kam am 10. Februar 1945 völlig entkräftet in Leipzig an, sie wurde am 18. Februar wegen einer Lungen- und Rippenfellentzündung in das Gefängnis-Lazarett eingeliefert und am 16. März in das Städtische Krankenhaus St. Jakob in Leipzig-Dösen mit der Diagnose einer Lungentuberkulose verlegt. Sie starb dort am 15. April 1945.
Die anderen Frauen wurden am 19. Februar weiter in das Zuchthaus St. Georgen in Bayreuth transportiert, von der Hamburger Widerstandsgruppe befanden sich unter ihnen Erna Stahl, Hannelore Willbrandt, Traute Lafrenz, Ursula de Boor, Maria Leipelt, Dorothea Zill, Emmy Zill und Hildegard Heinrichs. Am 14. April 1945 wurden sie von amerikanischen Truppen befreit. Albert Suhr, Bruno Himpkamp, Gerd Spitzbarth, Karl Ludwig Schneider, Wilhelm Stoldt und Johannes Zill waren am 12. April 1945 in Stendal befreit worden.

#### Prozess und Todesurteil gegen Hans Leipelt
Der Prozess gegen Hans Leipelt fand im Oktober 1944 vor dem II. Senat des Volksgerichtshofs in Donauwörth statt, er wurde am 13. Oktober 1944 wegen bolschewistischer Propaganda, Wehrkraftzersetzung und Feindbegünstigung zum Tode verurteilt. Die Hinrichtung erfolgte am 29. Januar 1945 in München-Stadelheim. Hans Leipelt wurde auf dem Friedhof am Perlacher Forst beigesetzt.

#### Volksgerichtshof in Hamburg im April 1945
Die Verfahren gegen die Weiße Rose in Hamburg wurden im Februar 1945 eröffnet und in vier Prozessen vom 17. bis 20. April 1945 vor dem in Hamburg tagenden Volksgerichtshof durchgeführt, obwohl die meisten Angeklagten bereits in Stendal und Bayreuth von alliierten Truppen befreit worden waren.
Der erste Prozess gegen Heinz Kucharski, Margaretha Rothe, Erna Stahl, Rudolf Degkwitz jun. und Hildegard Heinrichs fand am 17. April 1945 statt. Vorgeführt wurden Heinz Kucharski, gegen den ein Todesurteil erging, und Rudolf Degkwitz, dessen Urteil auf ein Jahr Gefängnis lautete. Margaretha Rothe war bereits seit zwei Tagen tot, Erna Stahl und Hildegard Heinrichs waren am 14. April 1945 von amerikanischen Truppen aus dem Zuchthaus St. Georgen Bayreuth befreit worden. Heinz Kucharski wurde nach der Urteilsverkündung zunächst zurück in das Untersuchungsgefängnis gebracht und in der Nacht vom 20. auf den 21. April zur Exekution zum Zuchthaus Bützow-Dreibergen transportiert. Bei Grevesmühlen wurde der Zug von englischen Tieffliegern angegriffen, Kucharski konnte in der allgemeinen Panik entkommen und sich zur Roten Armee flüchten.
Im zweiten Prozess wurde am 19. April 1945 gegen Albert Suhr, Hannelore Wilbrandt, Ursula de Boor, Wilhelm Stoldt und Felix Jud verhandelt. Nur Felix Jud wurde vorgeführt und zu vier Jahren Zuchthaus verurteilt. Albert Suhr und Wilhelm Stoldt waren am 12. April 1945 durch die US-Armee aus dem Landgerichtsgefängnis Stendal, Ursula de Boor und Hannelore Wilbrandt am 14. April 1945 von amerikanischen Truppen aus dem Zuchthaus St. Georgen Bayreuth befreit worden.
Im dritten Prozess, ebenfalls am 19. April 1945, gegen Bruno Himpkamp, Gerd Spitzbarth und Thorsten Müller, bei dem nur Thorsten Müller anwesend war, wurde die Hauptverhandlung ausgesetzt. Bruno Himpkamp und Gerd Spitzbarth waren bereits am 12. April 1945 durch amerikanische Truppen aus dem Landgerichtsgefängnis Stendal befreit worden.
Der vierte und letzte Prozess gegen Karl Schneider, Maria Leipelt, Dorothea Zill, Emmy Zill, Ilse Ledien und Riko Graepel fand am 20. April 1945 statt. Die beiden anwesenden Angeklagten, Ilse Ledien und Riko Graepel, wurden freigesprochen. Karl Schneider war am 12. April 1945 durch amerikanische Truppen in Stendal, Maria Leipelt, Dorothea und Emmy Zill am 14. April 1945 von amerikanischen Truppen in Bayreuth befreit worden.
Die Verfahren gegen die letzten fünf Angeklagten, Johannes Zill, Traute Lafrenz, Alexander Lange, Wolrad Metterhausen und Bertha Schmitz kamen nicht mehr zur Verhandlung.

### Schutzhaft ohne Gerichtsverfahren
Nicht zur Anklage führten die Ermittlungsverfahren gegen Frederick Geussenhainer, Heinz Lord und John Gluck, die dennoch nicht aus der Haft entlassen, sondern im Sommer 1944 im KZ Neuengamme als Schutzhäftlinge der SS übergeben wurden, sowie gegen Margarete Mrosek und Kurt Ledien, die zunächst im Polizeigefängnis Fuhlsbüttel verblieben. Geussenhainer und Gluck wurden am 7. November 1944 mit einem von Neuengamme abgehenden Transport in das KZ Mauthausen gebracht. Von Frederick Geussenhainer ist bekannt, dass er ab dem 13. Dezember 1944 dem Kommando Gusen, einem Außenlager des KZs und ab dem 3. April 1945 dem Kommando Amstetten, einem weiteren Außenkommando, unterstellt war. Er starb vermutlich im April 1945 oder aber nach der Befreiung im KZ Mauthausen, also nach dem 5. Mai 1945. John Gluck erlebte schwer krank die Befreiung des KZ Mauthausen und starb am 6. Juli 1952 in Johannesburg (Südafrika) an den Haftfolgen.
Margarete Mrosek und Kurt Ledien, beide von den Nationalsozialisten als „Halbjuden“ bezeichnet, blieben weiterhin in Schutzhaft. Anfang 1945 wurden ihre Namen von dem mit den Ermittlungen gegen die Weiße Rose betrauten Gestapobeamten Paul Stawitzki auf eine sogenannte „Liquidationskartei“ gesetzt, die insgesamt 71 Gefangene hauptsächlich aus dem Hamburger Widerstand enthielt. Dabei handelte es sich um Personen, gegen die keine Verfahren eröffnet worden waren, die aber dennoch von der Gestapo als gefährlich eingestuft und als „nicht tragbare Elemente“ bezeichnet wurden. Diese 71, unter ihnen Margarete Mrosek und Kurt Ledien, wurden im April 1945 von Fuhlsbüttel in das KZ Neuengamme gebracht und im dortigen Arrestbunker zwischen dem 21. und 23. April 1945 erhängt. Diese Gräueltat wird auch als Verbrechen der Endphase im KZ Neuengamme bezeichnet.
Heinz Lord überlebte sowohl die Schutzhaft als auch die Cap-Arcona-Katastrophe nach der Evakuierung des KZ Neuengamme im April 1945. Er wanderte in den 1950er Jahren mit seiner Familie in die USA aus. Er erholte sich gesundheitlich nicht mehr von den Haftfolgen und litt an einer chronischen Herzerkrankung. Er starb 43-jährig am 4. Februar 1961, nachdem er 1960 zum Generaldirektor des Weltärztebundes (World Medical Association) gewählt worden war.

## Forschungsstand und Einordnung
Die Forschungen der Historikerin Ursel Hochmuth, 1969 in dem Werk Streiflichter aus dem Hamburger Widerstand 1933–1945 veröffentlicht, gelten als erste geschichtliche Aufarbeitung der Weißen Rose Hamburg. Seit Mitte der 1980er Jahre wurden mehrere biografische Studien über einzelne Personen aus den Widerstandskreisen veröffentlicht. Ein Schwerpunkt der Ausstellung Enge Zeit. Spuren Vertriebener und Verfolgter der Hamburger Universität im Jahr 1991 war die Darstellung einiger Persönlichkeiten der Gruppe. Eine umfassende historische Forschung, die über Ursel Hochmuths Arbeit hinausgeht, steht noch aus.
Im Schrifttum zum Widerstand gegen den Nationalsozialismus wird die Gruppe, wenn überhaupt, im Zusammenhang mit der Weißen Rose in München genannt und als Jugend- und Studentenopposition eingeordnet. Wenig beachtet werden dabei die generationsübergreifenden Zusammenhänge. Eine zahlenmäßige Auswertung ergibt, dass von den 36 bekannten Festgenommenen 21 Personen der jüngeren Generation angehörten und Schüler, Studenten oder Assistenzärzte waren. 15 der Inhaftierten waren deutlich älter, zumeist Familienangehörige und Freunde oder galten als Mentoren.
Deutlich ist, dass die Hamburger Gruppe keine festgefügte Widerstandsgruppe mit einem politischen Programm oder einer formulierten Zielsetzung war. Ursel Hochmuth beschreibt sie als eine „lockere Gruppierung Gleichgesinnter mit einem revolutionären Kern“, der aus Heinz Kucharski, Albert Suhr, Hans Leipelt und Margaretha Rothe bestand. Diese bemühten sich, „aus einer unverbindlichen, sich passiv resistent verhaltenden Gemeinschaft eine Widerstandsgruppe […] werden zu lassen.“ In dieser Struktur ist angelegt, dass es, bis auf einige persönliche Kontakte, kein Zusammenwirken mit anderen Widerstandsgruppen gab. So bestand eine persönliche Verbindung zur Bästlein-Jacob-Abshagen-Gruppe zum einen über die Buchhandlung von Felix Jud und zum anderen über den Freundeskreis von Katharina Leipelt, insbesondere über Hanna Marquard, der Ehefrau des 1944 hingerichteten Widerstandskämpfers Otto Marquard. Bekannt wurde zudem John Glucks Unterstützung der Internationalen Frauenliga für Frieden und Freiheit über seine Beziehung zu der Politikerin Magda Hoppstock-Huth.
Aus den Berichten und Veröffentlichungen der Nachkriegszeit geht hervor, dass sich die meisten der Hamburger Weißen Rose zugerechneten Mitglieder selbst nicht als Widerstandskämpfer sahen. So beschreibt Anneliese Tuchel, die Schwester Reinhold Meyers, die Aktivitäten der Gruppe als Auflehnung:

„Sie wollten sich damit auflehnen gegen das Beschneiden jeder Freiheit. Daß verboten wurde zu lesen, was man lesen wollte. Daß verboten wurde anzuschauen, was man anschauen wollte. Sie hatten die Hoffnung, daß sie auch etwas bewirken könnten. Dabei waren sie keine Widerstandskämpfer wie Stauffenberg. Sie hatten ja gar keine Möglichkeiten.“

## Gedenken
Die Geschichte der Hamburger Kreise fand in der ersten Nachkriegszeit wenig Beachtung. Mit einer Bronzeplatte in der Hamburger Universität wurden 1971 erstmals einige Mitglieder der Gruppe in das öffentliche Gedenken einbezogen. In den folgenden Jahrzehnten entstanden acht weitere Orte der Erinnerung an die Weiße Rose Hamburg. In München wurde Hans Leipelt als Mitglied der Weißen Rose angesehen und in die Aufarbeitung und das Gedenken dort einbezogen. Das Chemische Institut der Ludwig-Maximilians-Universität richtete 1997 einen Denkraum unter seinem Namen ein.

### Denkmale

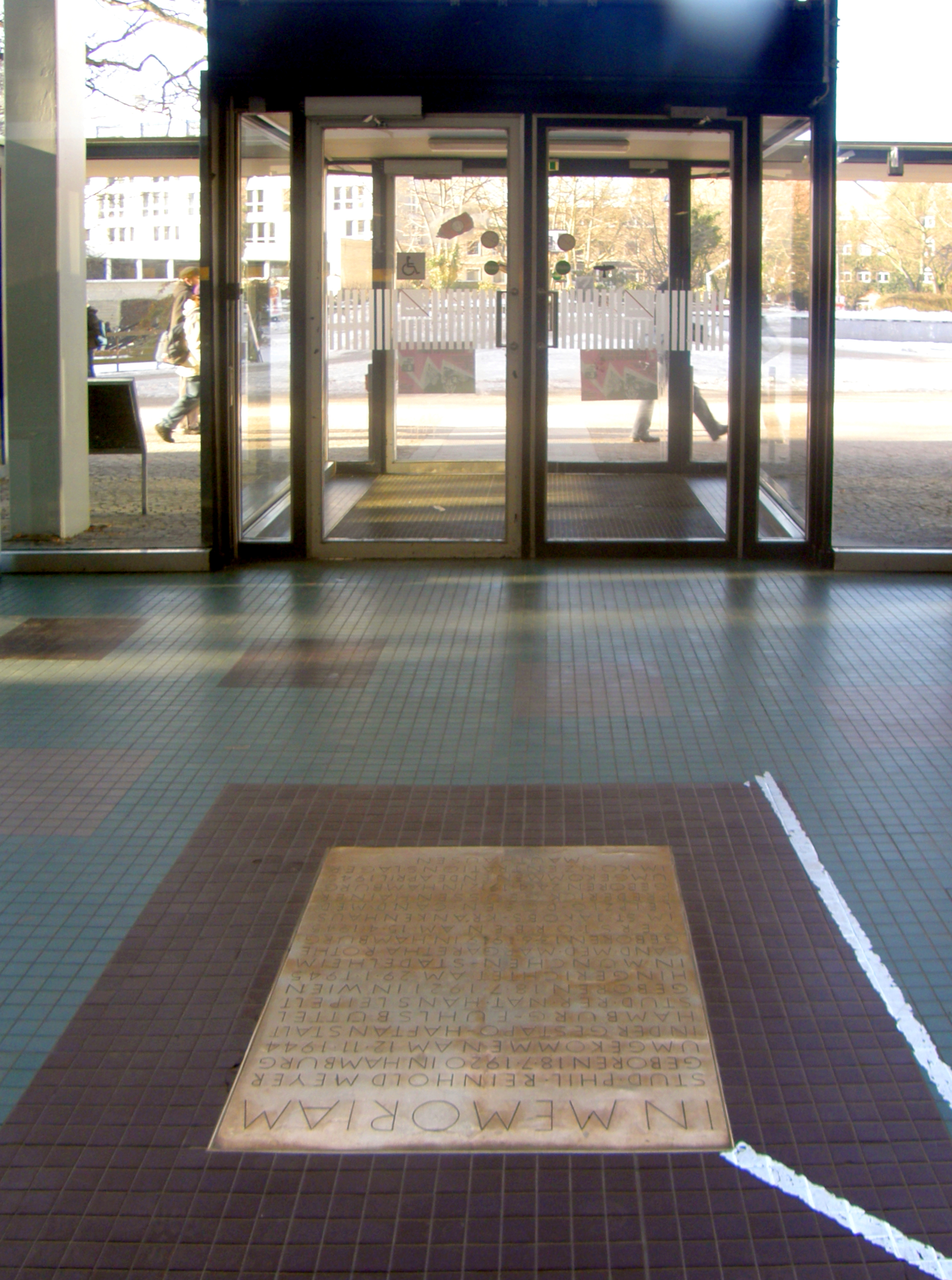
Gedenktafel im Audimax der Universität Hamburg

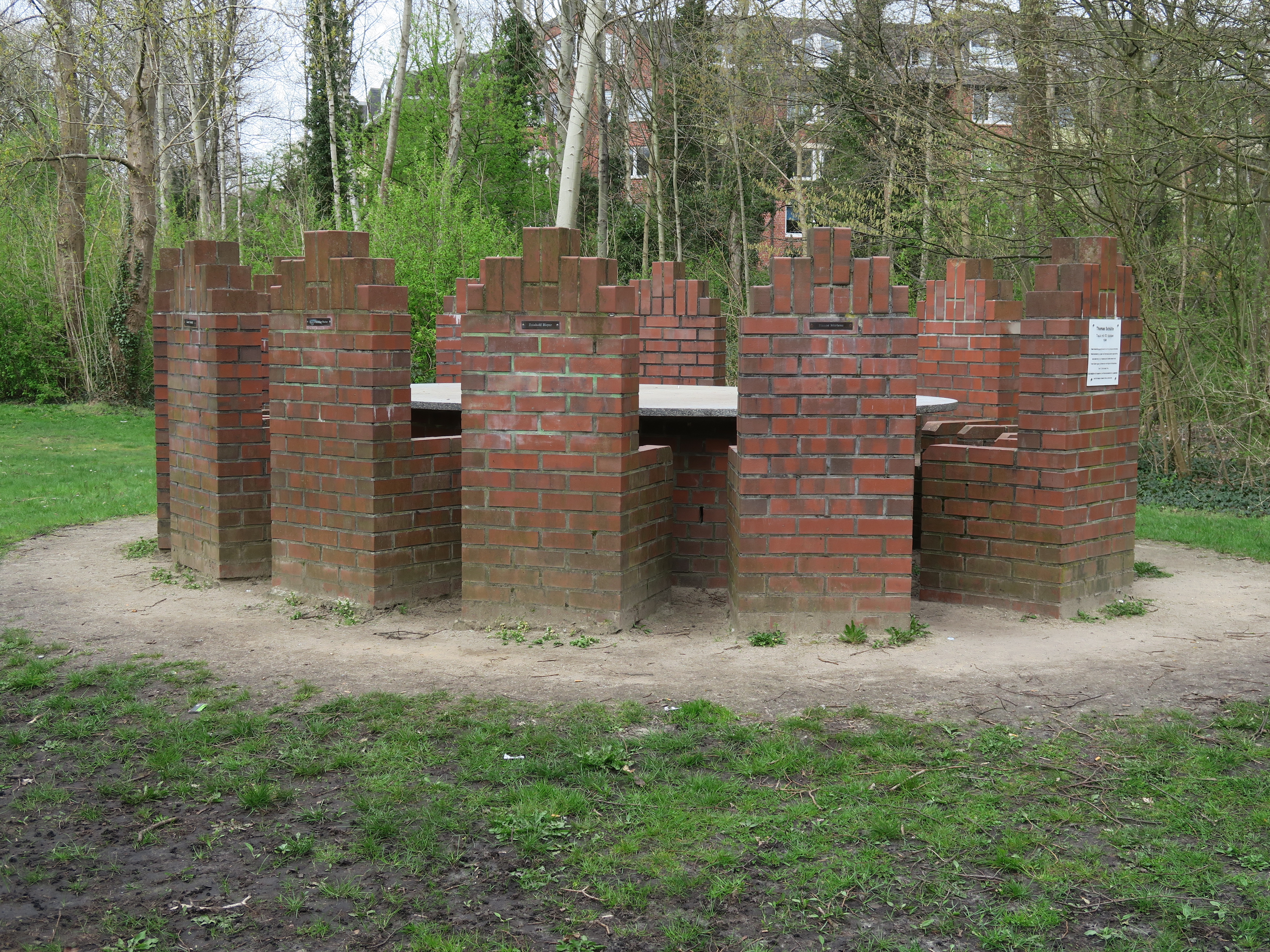
Mahnmal Tisch mit zwölf Stühlen in Hamburg-Niendorf

Ab 1968 gab es an der Hamburger Universität auf Anregung von Professor Wilhelm Flitner Planungen zur Verlegung einer Gedenkplatte für die studentischen Mitglieder des Widerstands. Am 28. September 1971 konnte diese Idee umgesetzt und im Foyer des Audimax eine von dem Künstler Fritz Fleer gestaltete Bronzeplatte eingeweiht werden. Es handelt sich um eine in den Fußboden eingelassene Tafel mit einem kurzen Erinnerungstext und den Namen von Hans Conrad Leipelt, Frederick Geussenhainer, Reinhold Meyer und Margaretha Rothe.
Im Hamburger Stadtteil Volksdorf wurde 1977 auf Initiative des damaligen Ortsausschussvorsitzenden ein Einkaufszentrum und ein anliegender Platz nach der Weißen Rose benannt und zugleich die Errichtung eines Kunstwerks für diesen Platz in Auftrag gegeben. Die daraus entstandene, über zwei Meter hohe Skulptur bzw. Freiplastik aus Muschelkalk des Künstlers Franz Reckert konnte am 1. Juni 1978 eingeweiht werden. Da sich die Bedeutung öffentlich nur wenig erschloss, erweiterte der Ortsausschuss das Denkmal 1981 mit einer Tafel, auf der die Namen der Hingerichteten der Münchner Gruppe genannt wurden. Ergänzend fügte man erst 1993 die acht Namen der ermordeten Mitglieder der Hamburger Widerstandsgruppe hinzu.
Im Rahmen des sogenannten Hamburger Tafelprogramms des Referats Wissenschaftliche Inventarisation, das mit schwarzen Gedenktafeln Stätten der Verfolgung und des Widerstandes 1933–1945 kennzeichnet, wurde 1984 am Gebäude der ehemaligen Agentur zum Rauhen Haus am Jungfernstieg 50, eine solche schwarze Emailletafel als Hinweis auf den Treffpunkt der Gruppe angebracht. Ein weiteres Schild dieses Programms befindet sich am Gebäude Vogteistraße 23 in Rönneburg und erinnert an die Familie Leipelt, die dort bis 1937 wohnte.
In Hamburg-Niendorf errichtete der Künstler Thomas Schütte 1987 das Mahnmal Tisch mit zwölf Stühlen, an dem stellvertretend für verschiedene Gruppen des Hamburger Widerstands die Namen von dreizehn Widerstandskämpfer auf kleinen Messingschildern angebracht sind. Dabei ist jeweils ein Stuhl für Reinhold Meyer und für Margaretha Rothe gekennzeichnet.
Auf dem Gelände des Universitätsklinikums Eppendorf wurde im Dezember 1987 ein Studiengebäude Rothe-Geussenhainer-Haus benannt.

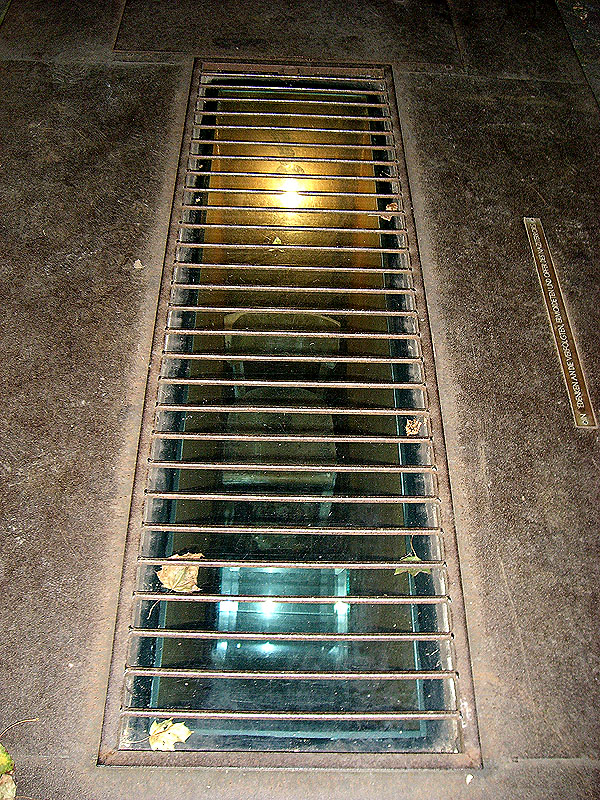
Die Verhörzelle ist ein Mahnmal für die Geschwister-Scholl und andere Opfer des Naziregimes

Auf die Privatinitiative des Künstlers Gerd Stange geht das am 2. November 1990 eingeweihte Denkmal Verhörzelle – ein Mahnmal für die Geschwister Scholl, in Hamburg-Eppendorf zurück. Es handelt sich um eine im Boden versenkte Installation, in der die Situation eines Verhörraums dargestellt ist. Mit einer in der Nähe angebrachten Tafel wird darauf hingewiesen, dass sie den Opfern von Verhaftung und Folter während des Nationalsozialismus über die Weiße Rose hinaus gilt.
2005 wurde das Gartenareal um die Verhörzelle neu gestaltet. Während die in die Erde versenkte Verhörzelle Klaustrophobie auslösen kann und an das kaum ausgesprochene und schon vollstreckte Todesurteil erinnert, steht die Neugestaltung des Gartenstücks als Literarischer Garten für die Bildung und den Humanismus der Weißen Rose.

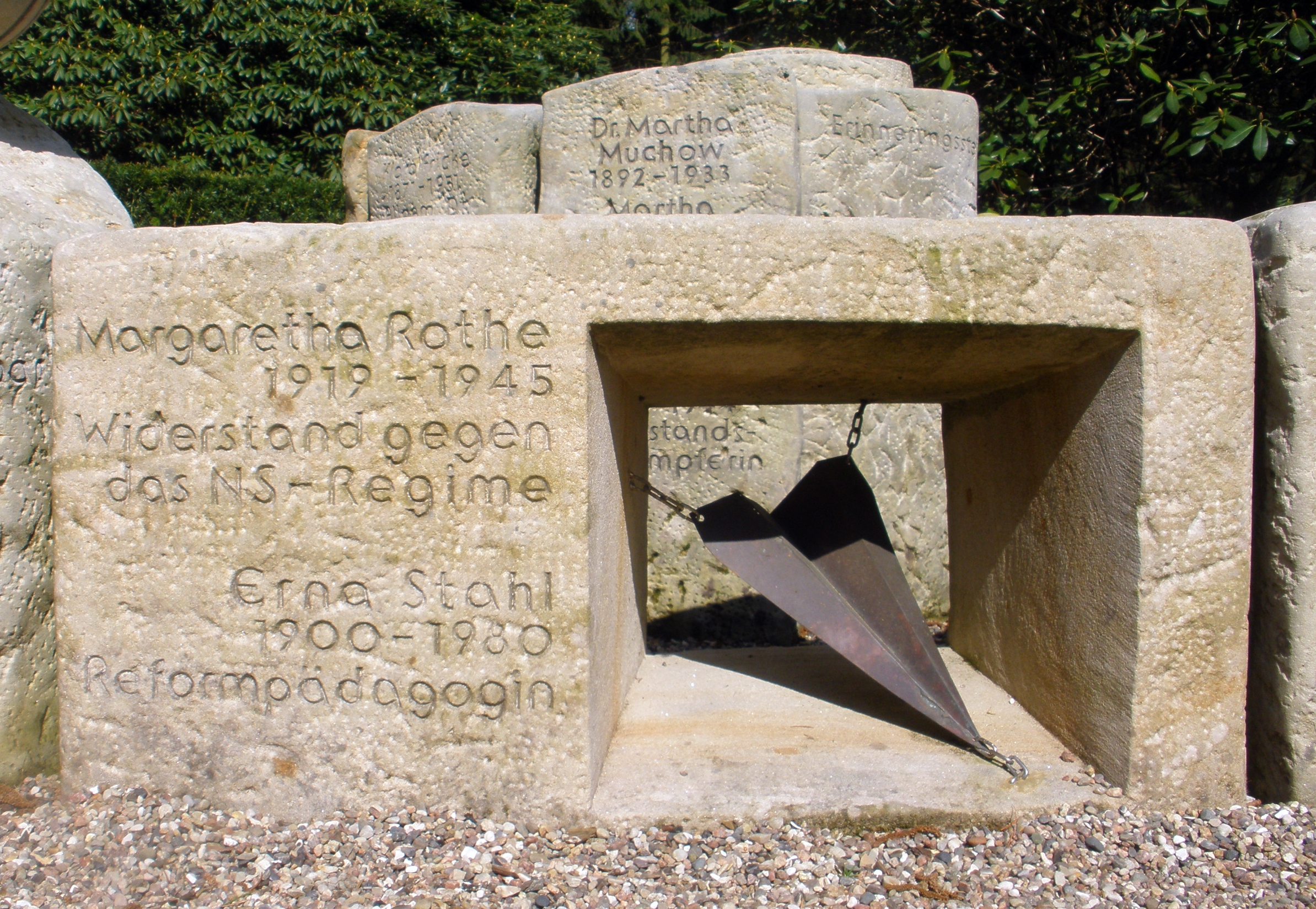
Erinnerungsstein für Margaretha Rothe und Erna Stahl im Garten der Frauen

Innerhalb des 2001 angelegten Garten der Frauen auf dem Friedhof Ohlsdorf wird mit einer „Erinnerungsspirale“ aus verschieden gestalteten Sandsteinen bedeutender Hamburger Frauen gedacht. Innerhalb dieser Skulptur befindet sich auch ein Erinnerungsstein für Margaretha Rothe und Erna Stahl mit einer ein Zellenfenster symbolisierenden Öffnung und einem zu einer Metallschwalbe geformten Flugblatt der Weißen Rose.
Das Margaretha-Rothe-Gymnasium in Barmbek-Nord hat sich 1988 den Namen der Widerstandskämpferin gegeben. Dort konzipierten Schüler 2002 eine ständige Ausstellung mit Bildtafeln im Stil einer Graphic Novel, die Szenen aus dem Leben von Margaretha Rothe zeigen. Die Arbeit wurde im gleichen Jahr mit dem Bertini-Preis ausgezeichnet.

### Straßenbenennungen
Im Hamburger Stadtgebiet wurden folgende Straßen nach Mitgliedern der Weißen Rose in Hamburg benannt:
- Leipeltstraße (1960) in Hamburg-Wilhelmsburg
- Kurt-Ledien-Weg (1982) Hamburg-Niendorf
- Margaretha-Rothe-Weg (1982) Hamburg-Niendorf
- Reinhold-Meyer-Straße (1982) Hamburg-Niendorf
- Elisabeth-Lange-Weg (1988) Hamburg-Langenbek
- Felix-Jud-Ring (1995) in Hamburg-Allermöhe
- Margarete-Mrosek-Bogen (1995) in Hamburg-Allermöhe
- Erna-Stahl-Ring (2008) in Hamburg-Ohlsdorf

Bereits 1947 wurde auf Antrag von Edgar Engelhard die Niendorfer Straße in Hamburg-Eppendorf in Geschwister-Scholl-Straße umbenannt. Im Jahr 2002 wurde in deren unmittelbarer Nähe der Christoph-Probst-Weg  eingeweiht.

### Stolpersteine
Inzwischen wurden für alle ermordeten Mitglieder der Weißen Rose Hamburg Stolpersteine an ihren letzten Wohnorten und teilweise zusätzlich an ihren Wirkungsstätten verlegt:
- für Fredrick Geußenhainer in der Johnsallee 64, Rotherbaum, und vor dem Universitätshauptgebäude an der Edmund-Siemers-Allee 1, Rotherbaum (hier: Friedrich Geussenhainer);
- für Elisabeth Lange, Hoppenstedtstraße 76 in Harburg-Eißendorf;
- für Kurt Ledien im Hohenzollernring 34, Ottensen, und vor dem Ziviljustizgebäude am Sievekingplatz 1 in Hamburg-Neustadt;
- für Hans Leipelt an der Mannesallee 20 und Rotenhäuser Straße 67, Wilhelmsburg, an der Vogteistraße 23 in Harburg-Rönneburg und vor dem Universitätshauptgebäude;
- für Katharina Leipelt an der Mannesallee 20 und Rotenhäuser Straße 67, Wilhelmsburg, und an der Vogteistraße 23 in Harburg-Rönneburg;
- für Reinhold Meyer am Hallerplatz 15 in Eimsbüttel sowie vor dem Universitätshauptgebäude;
- für Margarete Mrosek, Up de Schanz 24 in Nienstedten;
- für Margaretha Rothe am Heidberg 64 in Winterhude, vor dem Universitätshauptgebäude, vor der Klosterschule in St. Georg und vor der Heinrich-Hertz-Schule in Winterhude.